# Fangataufa
Fangataufa – atol na Oceanie Spokojnym, w Polinezji Francuskiej, w archipelagu Tuamotu.
Atol ma kształt sześciokąta wklęsłego o przekroju od 5 do 9,5 km. Powierzchnia atolu wynosi 9 km², a otoczonej przez niego laguny 39 km². Szerokość pasa lądu wynosi średnio 300 m, a wysokość nie przekracza 3 m n.p.m. Maksymalna głębokość laguny wynosi ponad 40 m, a średnia 14 m. W przeszłości laguna była zamknięta, w 1965 roku w północnej części przekopany został kanał o szerokości około 100 m.
W latach 1966–1996 Francja przeprowadziła na atolu 14 testów broni jądrowej (4 atmosferyczne i 10 podziemnych), w tym pierwszą w historii tego kraju z użyciem ładunku termojądrowego (1968).
W 2007 roku wyspę zamieszkiwały 254 osoby.